# Andreas Kunze (Schauspieler)
Andreas Kunze (* 22. August 1952 in Bremen; † 8. April 2010 in Essen) war ein deutscher Schauspieler.

## Biografie
Kunze machte nach dem Abitur in Bremen eine Ausbildung zum Fotografen in Essen. Von 1986 bis 1990 war er als Geschäftsführer im Kunsthaus Essen tätig. Es folgten erste Projekte als Komödiant mit Piet Klocke, Heinrich Schafmeister, Sigi Domke und anderen. Eine professionelle Ausbildung als Schauspieler hatte Kunze nicht.
Kunze trat regelmäßig in Filmen von Helge Schneider auf. Schon bei der ersten Zusammenarbeit mit Schneider, in Werner Nekes’ Johnny Flash (1986), spielte er in einer Vielzahl von Rollen, als Musikproduzent, Optiker, Herrenausstatter, Johnny Flashs Mutter etc. Es folgten eine Reihe von Frauenrollen, sowohl in den Schneider-Filmen als auch im Kabarettstück Ruhr-Revue. Er trat auch in Schmidteinander auf. In späteren Jahren war er auch in Gastrollen im Fernsehen und im Film zu sehen, die nichts mit dem Bereich Comedy zu tun hatten.
Andreas Kunze starb nach einer Herzoperation. Er wurde auf dem Südfriedhof in Essen beerdigt.

## Filmografie (Auswahl)
- 1986: Johnny Flash
- 1988: Frühstück für Feinde
- 1989: 100 Jahre Adolf Hitler – Die letzte Stunde im Führerbunker
- 1993: Texas – Doc Snyder hält die Welt in Atem
- 1994: Luna 13 – Vorwärts in den Kosmos
- 1994: Voll normaaal
- 1994: 00 Schneider – Jagd auf Nihil Baxter
- 1995: Rennschwein Rudi Rüssel
- 1995: Zwei Tage Grau
- 1997: Dumm gelaufen
- 1997: Praxis Dr. Hasenbein
- 1997: 4 Geschichten über 5 Tote
- 1998: Adelheid und ihre Mörder (Fernsehserie, Hochzeitsnacht im Sarg)
- 1998: Drei Herren
- 1998: Freundinnen und andere Monster
- 1999: Ich liebe meine Familie, ehrlich
- 1999: Late Show
- 1999: Heirate mir!
- 2000: Polizeiruf 110: La Paloma
- 2001: Polizeiruf 110: Fliegende Holländer
- 2004: Jazzclub – Der frühe Vogel fängt den Wurm
- 2004: Agnes und seine Brüder
- 2004: Polizeiruf 110: Mein letzter Wille
- 2007: Die Ponyfarm
- 2010: Balkonien